# Supressió de la lactància
La supressió de la lactància es refereix a l'acte de suprimir la lactància amb medicaments o altres mitjans no farmacèutics. Els pits poden ser dolorosos quan s'emplenen amb llet si la lactància materna s'atura bruscament o si no s'inicia mai. Això pot passar si una dona no inicia mai la lactància materna, o si interromp la lactància materna bruscament. Els agonistes de la dopamina són els fàrmacs més prescrits.

## Mètodes

### Medicaments
Els agonistes de la dopamina són actualment la medicació preferida per suprimir la lactància, que funcionen suprimint la producció de prolactina. La cabergolina (EFG, Dostinex, Sogilen) és actualment l'opció més eficaç disponible, ja que és disponible en dosi única (a diferència de la bromocriptina que s'ha de prendre dues vegades al dia durant 2 setmanes). Es pot prescriure en el cas d'abscés mamari. Tot i que el mètode preferit de tractament per a l'abscés mamari i la mastitis és en realitat continuar amb la lactància materna, si es pren la decisió d'aturar la lactància materna, la supressió química de la lactància està indicada, especialment en casos greus. La cabergolina no està indicada per al tractament de les molèsties causades per la congestió.

### Altres mètodes
Per interrompre després del part la producció de llet, simplement, no estimulant els pits, i després d'uns quants dies, la producció disminuirà. Si ja s'ha establert la lactància materna, la producció de llet normalment triga més a disminuir i pot trigar diverses setmanes. Les dones poden experimentar dolor i molèsties per la congestió. Aquesta molèstia es pot alleujar mitjançant l'extracció de llet a mà o l'ús d'un tirallet per reduir la congestió i prevenir la mastitis. El malestar també es pot tractar amb analgèsics. Tanmateix, fins a un terç de totes les dones experimentaran un dolor intens en aquest procés.